# Équipe d'Australie masculine de basket-ball
Pour les articles homonymes, voir Boomer.
Cet article traite de l'équipe masculine. Pour l'équipe féminine, voir Équipe d'Australie féminine de basket-ball.
Maillots
L'équipe d'Australie de basket-ball, surnommée les "Boomers", est la sélection des meilleurs joueurs australiens de basket-ball. Elle est placée sous l'égide de la Fédération australienne de basket-ball ("Basketball Australia").
L'Australie a gagné 18 fois le Championnat d'Océanie. Elle remporte sa première médaille olympique en quatorze participations en 2020.

## Histoire

### Années 1950-1970
La première sélection aux Jeux olympiques est celle de 1956 à Melbourne. L'équipe finit à la 12e place après avoir battu la Thaïlande et Singapour. Cette année-là l'équipe est composée de : Peter Demos, Geoff Heskett, Peter Bumbers, Stan Dargis, Inga Freidenfelds, Colin Burdett, George Dancis, Peter Sutton, Algis Ignatavicius, Merv Moy, Ken Finch, Bruce Flick, Ken Watson (entraîneur), Harry Burgess (assistant), Perc Foster (Manager). Mais également des arbitres : Bill Annells, Doug Hughes, Charlie Jones, Ray Strath, Dave Thomas, Paul Wiltshire.
En 1960, l'Australie n'est pas qualifiée aux Jeux olympiques de Rome, à la suite d'un tournoi de qualification pré-olympique manqué à Bolonga.
L'Australie remporte 8 matches sur 9 en qualification pour les Jeux de Tokyo 1964. Lors du tournoi olympique l'équipe bat le Pérou, la Corée du Sud, le Mexique et le Japon pour une 9e place finale. Cette année-là l'équipe est composée de : Scott Davie, Brendon Hackwill, John Heard, Bill Wyatt, Michael Ah Matt, Ken Cole, Carl Rodwell, Mike Dancis, Werner Linde, Les Hody, Lindsay Gaze, John Gardiner, Keith Miller (entraîneur), Frank Angove (manager), Al Ramsay (manager adjoint), Sid Taylor (arbitre).
Les Australiens ne participent pas au tournoi olympique Mexico 1968.

### Années 1970-1990
Comme en 1964, l'Australie est compétitive pour les Jeux de Munich 1972. La sélection se classe 9e après des victoires contre le Japon, le Brésil, l'Égypte, la RFA et la Pologne. L'équipe de 1972 : Glenn Marsland, Ian Watson, Richard Duke, Bill Wyatt, Eddie Palubinskas, Brian Kerle, Peter Byrne, Perry Crosswhite, Ray Tomlinson, KenJames, Tom Bender, Toli Koltuniewicz, Lindsay Gaze (entraîneur), Frank Angove (manager), John Holden (arbitre).
Les Jeux de Montreal 1976 sont une réussite pour l'Australie avec une place record de 8e du tournoi final. Tout ceci grâce à une victoire 120-117 contre le Mexique, qui permet aux Australiens d'être dans la poule des médaillables. L'équipe est composée cette année-là de : Andrew Campbell, Ian Watson, Robbie Cadee, Tony Barnett, Eddie Palubinskas, Andris Blicavs, Michael Tucker, Perry Crosswhite, Russell Simon, Peter Walsh, John Maddock, Ray Tomlinson, Lindsay Gaze (entraîneur), Bob Staunton (manager), John Holden (arbitre).
Lors des Jeux de Moscou 1980, l'Australie bat l'Italie en tour préliminaire. Mais la bataille est serrée entre l'Australie, l'Italie et Cuba pour la qualification en poule finale. L'Australie ayant battu l'Italie de 7 points, Cuba ayant battu l'Australie de 7 points et l'Italie ayant battu Cuba également de 7 points, d'autres paramètres de décomptes entrent en jeu pour voir la qualification de Cuba et de l'Italie en phase finale de ce tournoi olympique. 3 victoires et 1 défaite plus tard, l'Australie accroche finalement une 8e place. L'équipe est composée de : Peter Ali, Stephen Breheny, Perry Crosswhite, Mel Dalgleish, Ian Davies, Gordon McLeod, Danny Morseau, Les Riddle, Larry Sengstock, Phil Smyth, Peter Walsh, Michael Tucker, Lindsay Gaze (entraîneur), Alan Dawe (adjoint), Bob Staunton (manager), John Holden (arbitre).
Tout commence bien aux Jeux de Los Angeles 1984 avec une victoire dès le premier match face au Brésil (76-72), puis ce sont 3 défaites consécutive avant un sursaut d'orgueil contre l'Égypte. Une nouvelle défaite face à l'Espagne anéantit toutefois tout espoir de médaille. L'Australie obtient une 7e place. L'équipe : Phil Smyth (Capt), Andrew Campbell, Damina Keogh, Larry Sengstock, Mark Dlaton, Wayne Carroll, Mel Dalgleish, Andrew Gaze, Ian Davies, Danny Morseau, Brad Dalton, Ray Borner, Lindsay Gaze (entraîneur), Adrian Hurley (adjoint), Bob Elphinston (manager), John Holden (arbitre).
Aux Jeux de Séoul 1988, l'Australie va franchir un nouveau pas dans sa progression. Avec 3 victoires et 2 défaites, l'Australie se classe 3e de sa poule et affronte l'Espagne en 1/4 de finale. En l'emportant 77-74, l'Australie s'assure une première participation à une 1/2 finale olympique. Deux défaites contre la Yougoslavie puis contre les États-Unis privent finalement l'Australie d'une médaille, qui doit se satisfaire de sa 4e place. On retrouvait cette année-là : Phil Smyth (Capt), Darryl Pearce, Robert Sibley, Larry Sengstock, Damian Keogh, Wayne Carroll, Luc Longley, Andrew Gaze, Mark Bradtke, Brad Dalton, Andrew Vlahov, Ray Borner, Adrian Hurley (entraîneur), Brian Kerle (adjoint), Barry Barnes (adjoint), Terry Charlton (manager), Ray Hunt (arbitre).

## Résultats

### Palmarès
| Compétitions mondiales                                         | Compétitions continentales | Autres compétitions |
| -------------------------------------------------------------- | --- | --- |
| - Jeux olympiques - Troisième en 2020 - Coupe du monde - Néant | - Coupe d'Asie (3) - Vainqueur en 2017, 2022 et 2025 - Championnat d'Océanie (19) - Vainqueur en 1971, 1975, 1978, 1979, 1981, 1983, 1985, 1987, 1989, 1991, 1993, 1995, 1997, 2003, 2005, 2007, 2011, 2013 et 2015 - Finaliste en 2001 et 2009 | - Jeux du Commonwealth (2) - Vainqueur en 2006 et 2018 - FIBA Diamond Ball (1) - Vainqueur en 2000 - Finaliste en 2008 |

### Parcours en compétitions internationales

#### Jeux olympiques
| Année | Position           |      | Année | Position     |           | Année | Position |
| 1936  | Équipe inexistante | 1976 | 8e    | 2008         | 7e        |       |          |
| 1948  | Non qualifiée      | 1980 | 8e    | 2012         | 7e        |       |          |
| 1952  | Non qualifiée      | 1984 | 7e    | 2016         | 4e        |       |          |
| 1956  | 12e                | 1988 | 4e    | 2020         | Troisième |       |          |
| 1960  | Non qualifiée      | 1992 | 6e    | 2024         | 6e        |       |          |
| 1964  | 9e                 | 1996 | 4e    | 2028         | -         |       |          |
| 1968  | Non qualifiée      | 2000 | 4e    | 2032         | -         |       |          |
| 1972  | 9e                 | 2004 | 9e    | Pays inconnu | -         |       |          |

#### Coupe du monde
| Année | Position      |      | Année         | Position |     | Année | Position |
| 1950  | Non qualifiée | 1978 | 7e            | 2006     | 13e |       |          |
| 1954  | Non qualifiée | 1982 | 5e            | 2010     | 10e |       |          |
| 1959  | Non qualifiée | 1986 | 17e           | 2014     | 12e |       |          |
| 1963  | Non qualifiée | 1990 | 7e            | 2019     | 4e  |       |          |
| 1967  | Non qualifiée | 1994 | 5e            | 2023     | 10e |       |          |
| 1970  | 12e           | 1998 | 9e            | 2027     | -   |       |          |
| 1974  | 12e           | 2002 | Non qualifiée | 2031     | -   |       |          |

#### Coupe d'Asie
| Année | Position                   |      | Année                      | Position     |                            | Année | Position |
| 1960  | Pas membre de la FIBA Asie | 1983 | Pas membre de la FIBA Asie | 2005         | Pas membre de la FIBA Asie |       |          |
| 1963  | Pas membre de la FIBA Asie | 1985 | Pas membre de la FIBA Asie | 2007         | Pas membre de la FIBA Asie |       |          |
| 1965  | Pas membre de la FIBA Asie | 1987 | Pas membre de la FIBA Asie | 2009         | Pas membre de la FIBA Asie |       |          |
| 1967  | Pas membre de la FIBA Asie | 1989 | Pas membre de la FIBA Asie | 2011         | Pas membre de la FIBA Asie |       |          |
| 1969  | Pas membre de la FIBA Asie | 1991 | Pas membre de la FIBA Asie | 2013         | Pas membre de la FIBA Asie |       |          |
| 1971  | Pas membre de la FIBA Asie | 1993 | Pas membre de la FIBA Asie | 2015         | Pas membre de la FIBA Asie |       |          |
| 1973  | Pas membre de la FIBA Asie | 1995 | Pas membre de la FIBA Asie | 2017         | Vainqueur                  |       |          |
| 1975  | Pas membre de la FIBA Asie | 1997 | Pas membre de la FIBA Asie | 2022         | Vainqueur                  |       |          |
| 1977  | Pas membre de la FIBA Asie | 1999 | Pas membre de la FIBA Asie | 2025         | Vainqueur                  |       |          |
| 1979  | Pas membre de la FIBA Asie | 2001 | Pas membre de la FIBA Asie | 2029         | -                          |       |          |
| 1981  | Pas membre de la FIBA Asie | 2003 | Pas membre de la FIBA Asie | Pays inconnu | -                          |       |          |

#### Championnat d'Océanie
| Année | Position  |      | Année             | Position |           | Année | Position |
| 1971  | Vainqueur | 1989 | Vainqueur         | 2005     | Vainqueur |       |          |
| 1975  | Vainqueur | 1991 | Vainqueur         | 2007     | Vainqueur |       |          |
| 1978  | Vainqueur | 1993 | Vainqueur         | 2009     | Finaliste |       |          |
| 1979  | Vainqueur | 1995 | Vainqueur         | 2011     | Vainqueur |       |          |
| 1981  | Vainqueur | 1997 | Vainqueur         | 2013     | Vainqueur |       |          |
| 1983  | Vainqueur | 1999 | N'a pas participé | 2015     | Vainqueur |       |          |
| 1985  | Vainqueur | 2001 | Finaliste         |          |           |       |          |
| 1987  | Vainqueur | 2003 | Vainqueur         |          |           |       |          |

## Effectif actuel
Effectif lors des Jeux olympiques de 2020 :
| Numéro | Joueur              | Poste | Naissance        | Taille | Club 2020-2021           |
| ------ | ------------------- | ----- | ---------------- | ------ | ------------------------ |
| 4      | Chris Goulding      | 2     | 24 octobre 1988  | 1,92 m | Melbourne United         |
| 5      | Patty Mills         | 1     | 11 août 1988     | 1,83 m | Spurs de San Antonio     |
| 6      | Josh Green          | 2     | 16 novembre 2000 | 1,96 m | Mavericks de Dallas      |
| 7      | Joe Ingles          | 3     | 2 octobre 1987   | 2,04 m | Jazz de l'Utah           |
| 8      | Matthew Dellavedova | 1/2   | 8 septembre 1990 | 1,91 m | Cavaliers de Cleveland   |
| 9      | Nathan Sobey        | 1/2   | 14 juillet 1990  | 1,90 m | Brisbane Bullets         |
| 10     | Matisse Thybulle    | 2     | 4 mars 1997      | 1,96 m | 76ers de Philadelphie    |
| 11     | Dante Exum          | 1/2   | 13 juillet 1995  | 1,93 m | Rockets de Houston       |
| 12     | Aron Baynes         | 4/5   | 9 décembre 1986  | 2,07 m | Raptors de Toronto       |
| 13     | Jock Landale        | 5     | 25 octobre 1995  | 2,11 m | Melbourne United         |
| 14     | Duop Reath          | 4/5   | 26 juin 1996     | 2,11 m | Étoile rouge de Belgrade |
| 15     | Nick Kay            | 4/5   | 3 août 1992      | 2,06 m | Real Betis               |

## Joueurs marquants
- Andrew Bogut
- Andrew Gaze
- Shane Heal
- Luc Longley
- David Andersen
- Patty Mills
- Joe Ingles

## Soutien et image

### Boomers
Les Boomers est le surnom de la sélection australienne. On retrouve également les Opales pour l'équipe féminine, les crocodiles et les gemmes pour les équipes de 20 ans et moins (junior).